# Hermes amb Dionís infant
Hermes amb Dionís infant és una escultura grega de marbre atribuïda a l'escultor Praxíteles del període clàssic final; segons altres autors, però, és una còpia del segle i d'una obra original del mateix artista del 350-330 aC. Va ser descoberta el 1877 a les ruïnes del Temple d'Hera i actualment està exposada al Museu Arqueològic d'Olímpia. La seva altura és de 213 centímetres. Els conceptes de perfil grec, nas grec i corba praxitèlica han passat a ser un model de bellesa clàssica.

## Història
L'estat grec va signar amb Alemanya, el 1874 un acord per a l'exploració arqueològica a Olímpia. Les excavacions realitzades per un equip alemany van començar el 1875 sota la direcció d'Ernst Curtius. El 8 de maig de 1877 va ser trobada, a les ruïnes del mateix temple d'Heraeum on l'havia vist Pausànies. Es tractava d'una escultura corpòria nua (cap, tronc, cuixes i braç esquerre) que representa un jove recolzat en un tronc d'arbre cobert amb un mantell. Es trobava protegit per una gruixuda capa d'argila, tot era en un estat de conservació excepcional.
Es van fer, encara, d'altres sis descobertes diferents, fins a arribar al grup escultòric com es troba avui exposat. A Hermes li faltava l'avantbraç dret, dos dits de la mà esquerra, les dues cames a partir dels genolls, el peu esquerre i els atributs sexuals; a l'infant Dionís li faltaven els braços (excepte la mà dreta que la té descansant sobre l'espatlla d'Hermes) i la punta del peu dret. Finalment, no es van localitzar gran part de l'arbre i el pedestal.

## Tema
Segons relats de la mitologia grega, Dionís és fill del déu Zeus i Sèmele, una mortal, filla de Cadme, rei de Tebes. Sèmele demanà a Zeus que li mostrés tot el poder que posseïa, i Zeus, rei dels déus, mostrà amb una gran força tot el seu potencial. En veure el gran poder de Zeus, Sèmele morí de la por que sentí; aleshores el déu, que sabia que Sèmele està embarassada, li agafà el nadó que portava a la panxa i se'l cosí a la cuixa. Al cap de sis mesos, diu el mite, va néixer Dionís. Acabat de néixer, va ser confiat a Hermes per a la seva cura. És probable que aquesta estàtua fos realitzada com una al·legoria de la pau entre els habitants d'Elis, que tenien Hermes com a patró, i Arcàdia, que tenien per patró Dionís.

## Identificació i datació

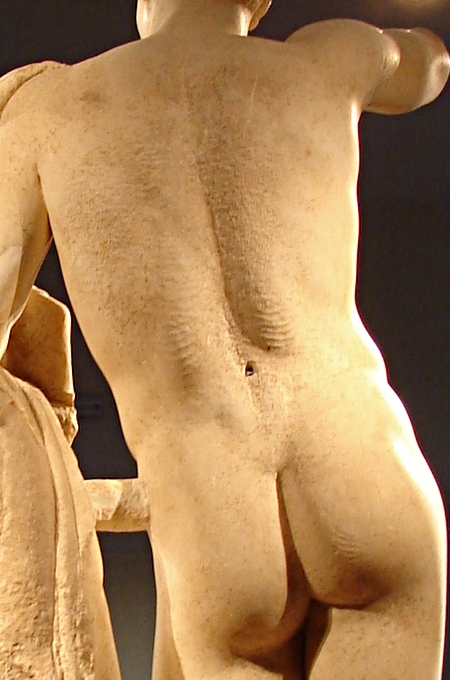
Detall de l'esquena d'Hermes on s'aprecien les marques de textura ratllada de la «gradina»

El geògraf grec Pausàniases, a la seva obra Descripció de Grècia (V, 17,3), comenta que va veure una estàtua de tema similar al temple d'Hera a Olímpia i la va atribuir a Praxíteles, escultor del segle iv aC.
L'autor romà Plini el Vell, a la seva enciclopèdica Naturalis Historiae (llibre VI), va atribuir a Cefisòdot (que possiblement va ser el pare de Praxíteles) una escultura d'Hermes amb l'infant Dionís, però de bronze. Plini no menciona pas aquesta de marbre.
Des de la seva descoberta l'obra s'atribueix a la representació d'Hermes amb Dionís infant, esmentada per Pausànies al segle ii: «...més endavant van oferir-ne d'altres a l'Herèon: un Hermes de pedra que porta a Dionís infant i és obra de Praxíteles...» (Descripció de Grècia, Pausànies, V, 17, 3)" Georg Treu, un dels descobridors, va escriure amb entusiasme: «No conec de les obres d'art que he vist, cap que permeti de comparar-la. No hi ha dubte que es tracta d'un original de Praxíteles».
El grup escultòric té un gran vistuosisme tècnic i la característica «corba praxiteliana»: una suau curvatura al maluc d'Hermes en recolzar el braç en un tronc d'arbre. L'expressió del seu rostre és nostàlgica i amb aspecte fluix propi de Praxíteles, la flexibilitat, l'aire juvenil del déu i el tractament dels músculs, sens dubte, s'acosta a l'Apol·lo Sauròcton al museu del Louvre, com també succeeix amb el Sàtir en repòs als museus Capitolins, i l'Afrodita de Cnidos al Palau Altemps a Roma. Tanmateix, és l'únic exemplar conegut d'aquest tipus, i en canvi hi ha un munt de còpies del Sàtir en rèpos i de l'Afrodita de Cnidos.
A favor de la tesi praxiteliana, o almenys, que es tracti d'un segon original grec dels clàssics, s'ha presentat com prova el material: encara que tots els exemplars coneguts són de marbre d'Olímpia Pentèlic, l'Hermes és marbre de Paros.
S'ha informat que el cap del petit Dionís és semblant a la de les estàtues de Dionís infant trobades a Brauró i datades de la fi del segle iv aC o començaments del segle iii aC: Hermes és, per tant, un original del segle iv aC.
Però, algunes peculiaritats estilístiques semblen incompatibles amb una datació del segle iv aC. Així doncs, contràriament a les escultures habituals de l'època, el cabell principalment es realitza mitjançant el trepant; el cisell solament s'utilitza per a alguns punts. Tanmateix, pot ser una innovació de Praxíteles. Així mateix, l'acabat del tronc de l'arbre realitzat a la gúbia i no amb la «gradina», és força inusual al segle iv. El disseny de les sandàlies és més habitual al període hel·lenístic que a l'època clàssica. Finalment, el polit de l'estàtua és força característic dels marbres del període imperial romà. Tanmateix, és possible que els resultats de l'acció del poliment, sigui un estudi aplicat com a preparació per rebre la pintura, del tecnicisme de la qual se'n sap relativament poc.
Tota aquesta sèrie d'elements ha portat a proposar altres autories en lloc de la de Praxíteles. L'Hermes podia ser obra d'un escultor de l'època hel·lènica propera a la romana. L'adjudicació praxitelienca seria deguda a una errada o confusió de Pausànies. Carl Blümel proposa una solució que permet el testimoni de Pausànies i una adjudicació tardana; Hermes és el treball d'un «Praxíteles» però és, de fet, un escultor del segle ii aC, la signatura del qual es va trobar a les excavacions de Pèrgam. Tanmateix, hi ha controvèrsia pel que fa a la datació de l'obra, que alguns trets estilístics semblen d'època posterior per la qual cosa, alguns experts opinen que és una còpia del segle i d'un original de Praxíteles del segle iv aC.

## Consideracions tècniques

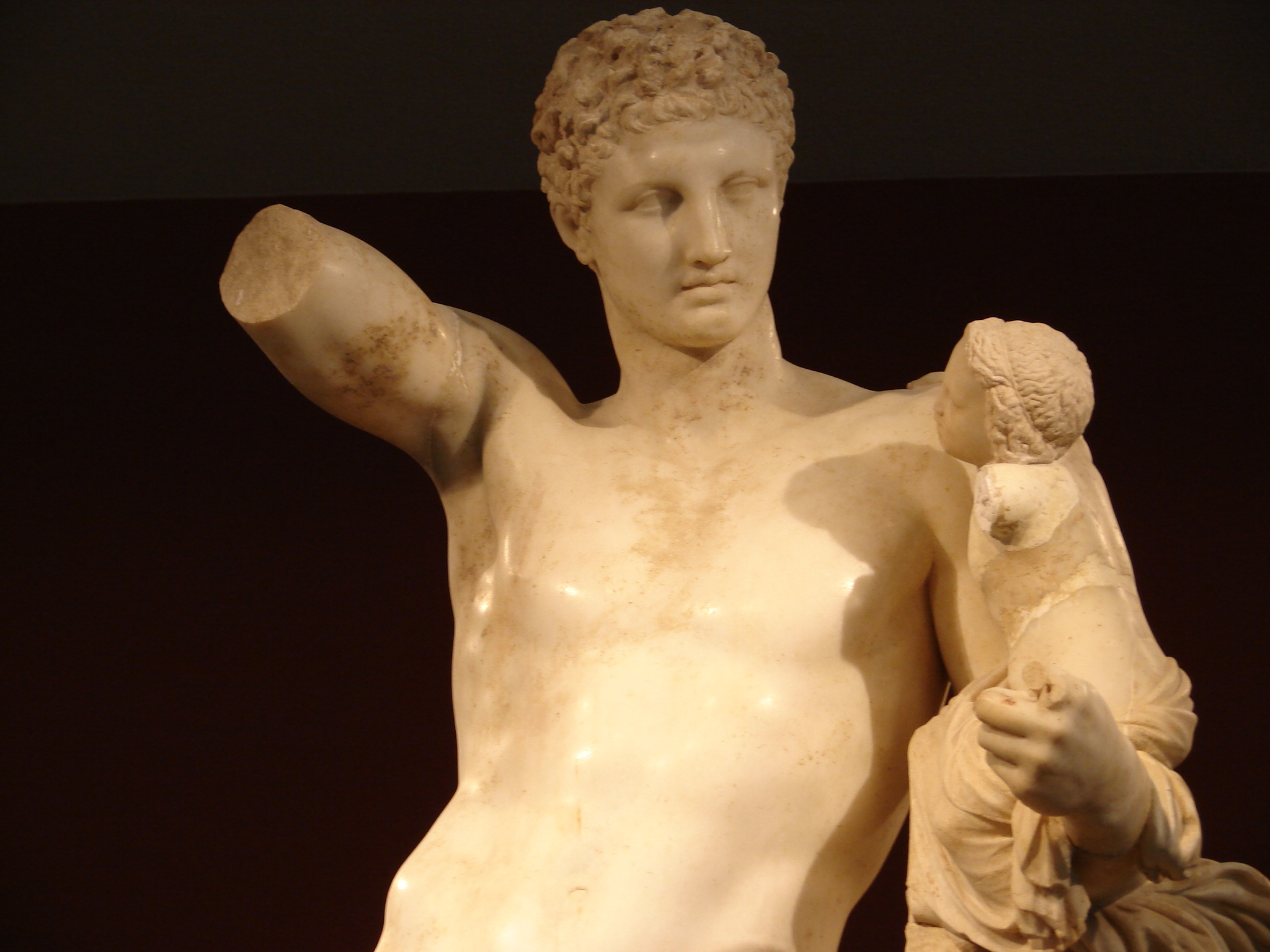
Detall d'Hermes amb Dionís infant on s'observa un gran polit

El grup està tallat en un bloc de la millor qualitat de marbre de Paros. Hermes mesura entre 210 i 212 centímetres, i l'obra completa amb la base fa uns 370 centímetres. El peu dret d'Hermes està unit a un tros de sòcol, que té forats que no encaixen a la corona de la base, la qual cosa reflecteix els canvis realitzats a l'estàtua. Altres parts del grup estan igualment separades. Tanmateix, el tronc de l'arbre s'adossa al maluc d'Hermes per a la col·locació d'un pont.
El rostre i el tors d'Hermes es mostren amb un gran polit, quasi brillant, «al que han contribuït», comenta fent broma John Boardman, «generacions de minyones del temple». Tanmateix, a l'esquena té les marques dels cops de raspa i el cisell i la resta de l'estàtua només està polida de manera parcial.
Als cabells, des de la seva descoberta, s'aprecien petites empremtes de cinabri, un compost de sulfur de mercuri de color vermell, que probablement no és un color real, sinó una preparació per al daurat. El color es troba a les corretges de la sandàlia del peu original, que també presenta restes de daurat; a més a més, la sandàlia té un dibuix d'Hèracles que va ser realitzat en pintura, que neix en el motiu tallat de les corretges entre els dits dels peus. Els ulls i els llavis eren probablement de color vermell.
A l'escultura s'han fet esforços per a una restauració de màxima qualitat i respectant l'obra original. Així, a la versió que es conserva al museu d'Olímpia, Hermes no té els atributs clàssics de portar un petasos, al cap, o bé anar calçat amb sandàlies alades. L'ornament d'una corona d'heura sembla el més probable. Amb la mà esquerra, subjectava un altre atribut: probablement un caduceu. En general, el braç dret en alt d'Hermes que li falta, ha suggerit diverses interpretacions. Sembla que el grup és la representació de l'episodi mitològic d'Hermes quan porta Dionís acabat de néixer a les nimfes de la muntanya de Nisa. Al llarg del camí, Hermes, per distreure al petit Dionís, agita un objecte amb la seva mà dreta. Per tant, se suposa que Hermes portava a la mà un instrument musical, o també podria ser que subjectés un carràs de raïm.

## Conclusions
- L'estàtua es va trobar al mateix lloc on la va descriure Pausànies. El testimoni de Pausànies assegura que l'estàtua es trobava al temple d'Hera en el passat, és a dir, ja al segon segle. La cita, entre altres grans obres de l'època clàssica, però l'Heraion també allotjava estàtues romanes. Tanmateix, no se sap segur si s'hitrobava des del segle iv aC.
- Si es fa un traç de dalt a baix, una línia molt flexible en forma de S divideix les figures. Malgrat els dubtes de si l'escultura d'Hermes amb Dionís infant és l'obra original o una còpia, sens dubte, conserva els traços fonamentals de les obres de Praxíteles. Aquest escultor va introduir un dinamisme nou a la disposició de les figures que volia representar; els trets principals són el suport intens que li dona a una de les cames, que en fer sobresortir el maluc cap a un costat, crea un contorn en forma de S o contrapposto.[19]

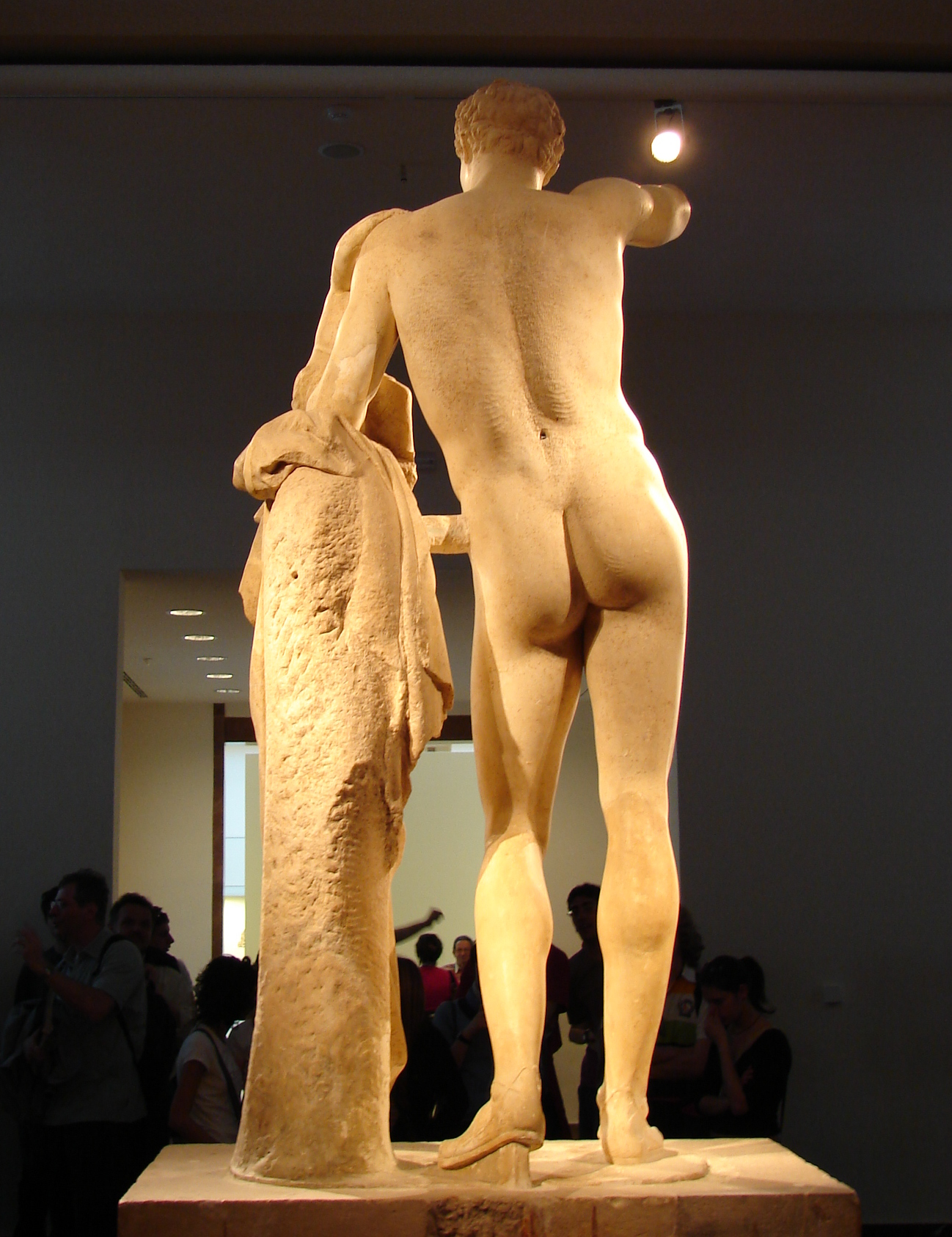
Part del darrere d'Hermes amb Dionís infant amb la forma del contrapposto
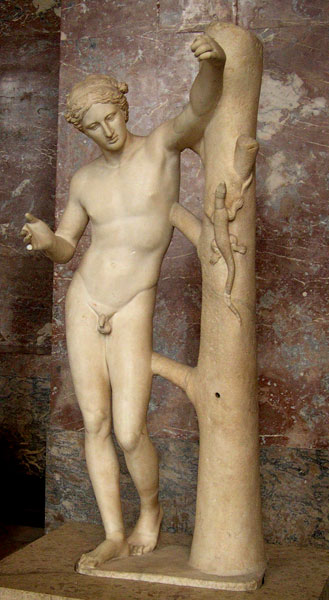
Apol·lo Sauròcton amb un suport habitual de Praxíteles
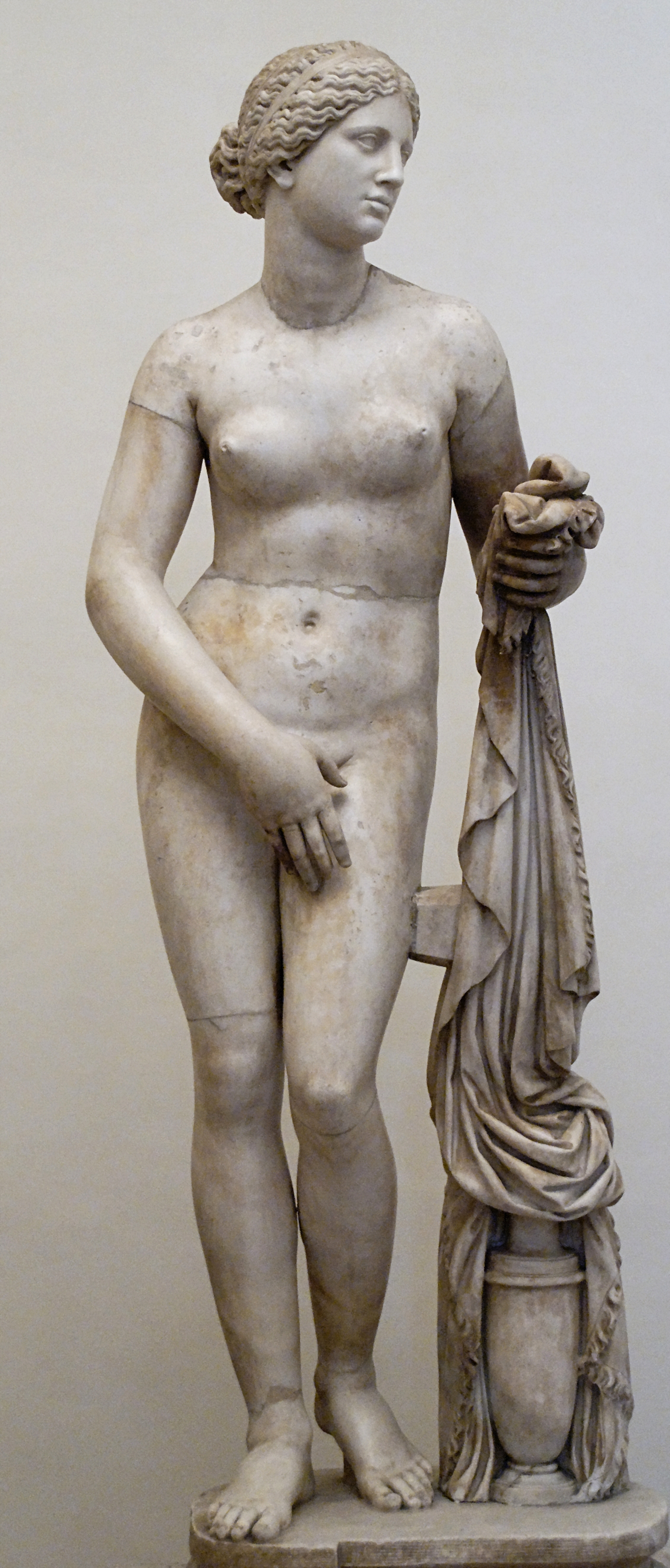
Afrodita de Cnidos amb el rostre a una vista de tres quarts

- Arbres, draps i d'altres elements semblants s'usen com a suport per a les figures de marbre, i s'inclouen al disseny en lloc d'ésser-hi estranys. Cal destacar un moviment al cos, del darrere cap a davant, i la col·locació d'un braç sobre un objecte, normalment a la seva dreta que representa un arbre o draperies, amb el que aconsegueix evitar que la figura sigui excessivament rígida. La composició d'Hermes amb Dionís infant, està influïda per l'efectuada per Cefisòdot a La Pau i la Fortuna, en la que el pes de les dues figures es recolza sobre el tronc d'un arbre.[19]
- Les cares apareixen a una vista de tres quarts. El lleuger moviment dels caps sempre tenen una causa justificada, una raó de ser, com mirar cap a algun altre tema de l'escultura, com al llangardaix a l'Apol·lo Sauròcton o cap a Dionís a Hermes amb Dionís infant; aquest recurs tanca la representació en la mateixa narració del subjecte, sense necessitat de fer participar en l'espectador que observa l'escultura. Només l'anècdota que suggereix, convida a participar i a esbrinar el motiu d'aquesta representació.[20]
- El polit i policromat. Les seves estàtues estaven policromades; sembla que el seu pintor preferit va ser Nikias. El tractament donat a les superfícies de les seves escultures és d'una gran delicadesa, i pel que fa al polit del marbre en destaca el virtuosisme amb què s'ha realitzat.[19]